# Bandidos (Fernsehserie)
Bandidos ist eine mexikanische Abenteuer-Actionserie, die von Pablo Tébar erdacht wurde. Die erste Staffel wurde am 13. März 2024 weltweit auf Netflix veröffentlicht.

## Handlung
Der Schatzsucher Miguel und seine Komplizin Lilí verbünden sich mit einer Gruppe von Schatzjägern, um einen unglaublich wertvollen Maya-Schatz aus einem Unterwassergrab zu bergen. Der Goldschatz von Aj Toc, der während des Unabhängigkeitskriegs im Golf von Mexiko mit einer spanischen Galeone auf den Meeresboden gesunken sein soll, konnte allerdings bis heute nicht gefunden werden. Miguel ist sich jedoch sicher, dass er ihn finden kann.
Um den Schatz zu finden, muss die Gruppe drei mysteriöse Steine in ihren Besitz bringen. Einer von diesen Steinen liegt in einem Hochsicherheits-Museum. Jedoch ist der Gruppe auch die Polizei und andere Jäger auf der Spur.

## Besetzung und Synchronisation
Die deutschsprachige Synchronisation entstand nach dem Dialogbuch von Florian Reutter sowie unter der Dialogregie von Fabian Kluckert und Frank Muth durch die Synchronfirma Iyuno Germany in Berlin.
| Rolle                                                   | Darsteller         | Folgen                                     | Synchronsprecher       |
| ------------------------------------------------------- | ------------------ | ------------------------------------------ | ---------------------- |
| Miguel Morales                                          | Alfonso Dosal      | 1.01–2.07                                  | Ozan Ünal              |
| Liliana „Lilí“ Gómez Espinoza / Carlota Muñoz Hernández | Ester Expósito     | 1.01–2.07                                  | Katharina Schwarzmaier |
| Wilson Morales                                          | Juan Pablo Medina  | 1.01–2.01, 2.03–2.04, 2.07                 | Alexander Doering      |
| Inés Reyes Santiago                                     | Mabel Cadena       | 1.01–2.07                                  | Anja Stadlober         |
| Lucas Montessori Capitàn                                | Juan Pablo Fuentes | 1.01–2.07                                  | Tom Ferenc             |
| Citlali Ake Isama                                       | Andrea Chaparro    | 1.01–2.07                                  | Lydia Morgenstern      |
| Ariel Tavitian                                          | Andrés Baida       | 1.01–1.02, 1.04–1.07, 2.02–2.04, 2.06–2.07 | Fabian Kluckert        |
| Juan Morales                                            | Bruno Bichir       | 1.01, 1.03–1.07, 2.04–2.05                 | Axel Lutter            |
| Inspector Canché                                        | Fermín Martínez    | 1.01–1.04, 1.07–2.03, 2.05, 2.07           | Michael Iwannek        |
| Mann mit verbranntem Gesicht                            | Adrián Ladrón      | 1.01–1.07                                  | Roman Wolko            |
| Octavio Trapanese Baricco                               | Nicolás Furtado    | 1.03–2.06                                  | Julius Jellinek        |
| Leo Bandolis                                            | Pol Hermoso        | 2.01–2.07                                  | Nicolás Artajo         |
| Regina Valdés                                           | Ximena Lamadrid    | 2.01–2.07                                  | Josephine Schmidt      |
| Mano                                                    | Luis Vegas         | 2.01–2.07                                  | Nicolas Rathod         |

## Hintergrund
Im Oktober 2022 wurde bekannt gegeben, dass eine Action-Abenteuer-Fernsehserie mit Stacey Perskie als Produzentin in der Entwicklung ist. Die zentralen Hauptrollen wurden mit Ester Expósito und Alfonso Dosal besetzt.
Die Produktion der ersten Staffel fand zwischen März und Juli 2023 statt. Drehorte waren Yucatán und Hidalgo in Mexiko, sowie in Guatemala und Spanien. Im historischen Zentrum von Mérida und in umliegenden Gebieten wie dem Kulturzentrum Olimpo sowie in Acanceh, Yabucú, Seyé und Progreso de Castro fanden ebenfalls Dreharbeiten statt.

## Episodenliste

### Staffel 1
| Nr. (ges.)                                                                  | Nr. (St.) | Deutscher Titel                | Originaltitel                 | Regie               | Drehbuch    |
| --------------------------------------------------------------------------- | --------- | ------------------------------ | ----------------------------- | ------------------- | ----------- |
| 1                                                                           | 1         | Die Karte                      | El mapa                       | Adrian Grünberg     | Pablo Tébar |
| 2                                                                           | 2         | Der heilige Ort                | El cenote                     | Adrian Grünberg     | Pablo Tébar |
| 3                                                                           | 3         | Der Stein                      | La piedra                     | Javier Ruiz Caldera | Pablo Tébar |
| 4                                                                           | 4         | Die Legende der drei Schlüssel | La leyenda de las tres llaves | Javier Ruiz Caldera | Pablo Tébar |
| 5                                                                           | 5         | Der Austausch                  | El intercambio                | Adrian Grünberg     | Pablo Tébar |
| 6                                                                           | 6         | Der Verrat                     | El traidor                    | Adrian Grünberg     | Pablo Tébar |
| 7                                                                           | 7         | Der Schatz                     | El tesoro                     | Adrian Grünberg     | Pablo Tébar |
| Am 13. März 2024 wurden alle Folgen der Staffel bei Netflix veröffentlicht. |           |                                |                               |                     |             |

### Staffel 2
| Nr. (ges.)                                                                   | Nr. (St.) | Deutscher Titel                     | Originaltitel               | Regie            | Drehbuch                  |
| ---------------------------------------------------------------------------- | --------- | ----------------------------------- | --------------------------- | ---------------- | ------------------------- |
| 8                                                                            | 1         | Die Vergangenheit klopft an die Tür | El pasado llama a la puerta | Hiromi Kamata    | Pablo Tébar & Jésica Aran |
| 9                                                                            | 2         | Skorpionfelsen                      | La roca del escorpión       | Hiromi Kamata    | Pablo Tébar & Jésica Aran |
| 10                                                                           | 3         | Huachicoleros                       | Huachicoleros               | Hiromi Kamata    | Pablo Tébar & Jésica Aran |
| 11                                                                           | 4         | Die Insel der Toten                 | La isla de los muertos      | Oskar Santos     | Pablo Tébar & Jésica Aran |
| 12                                                                           | 5         | La Casa De La Luna                  | La casa de la luna          | Oskar Santos     | Pablo Tébar & Jésica Aran |
| 13                                                                           | 6         | Der Diamant                         | El diamante                 | Oskar Santos     | Pablo Tébar & Jésica Aran |
| 14                                                                           | 7         | Der Raub                            | El robo                     | Fernando Guzonni | Pablo Tébar & Jésica Aran |
| Am 3. Januar 2025 wurden alle Folgen der Staffel bei Netflix veröffentlicht. |           |                                     |                             |                  |                           |